# Augustin Kažotić
Blaženi Augustin Kažotić (Trogir, oko 1260. – Lucera, Italija, 3. kolovoza 1323.) hrvatski dominikanski svećenik te zagrebački i lucerski biskup. Bio je najuglednija hrvatska osoba 14. stoljeća, začetnik humanizma u sjevernoj Hrvatskoj, govornik i znanstvenik. Blaženik je Katoličke Crkve.

## Životopis
Bl. Augustin rođen je oko godine 1260. u Trogiru. Zaredio se u Splitu. Kao dominikanac studirao je u Parizu, na Sorbonni 1287. Godine 1303. imenovan je zagrebačkim biskupom. U Zagrebu je bio vrlo djelatan. Utemeljio je katedralnu školu i knjižnicu. Mnogi su ga plemići zbog njegova značaja i kreposti uzimali kao suca u svojim međusobnim sporovima. Zbog svoje svetosti života, velike kulture, snažne rječitosti među svim ugarsko-hrvatskim biskupima uživao je velik ugled.  Nakon posjeta papi u Avignonu 1318. nije se više smio vratiti u Zagreb jer se zamjerio ugarsko-hrvatskom kralju Karlu I. Robertu. Tako je imenovan biskupom u južnotalijanskom gradu Svete Marije, Luceri, gdje je umro godine 1323. na glasu svetosti. Pokopan je u Luceri. Carlo Sisto piše da su "Hrvati uzalud pokušavali kradom oteti blaženikovo tijelo". Narod ga je poradi brojnih čuda što ih izvedoše njegove relikvije, među ostalim ozdravljenje nijemih i opsjednutih, brzo počeo štovati. To je štovanje 1702. službeno potvrdio papa Klement XI. proglasivši ga blaženim. U novije vrijeme opet je sve ispitano pa ima nade da se proglasi svetim.
Zaštitnik je Hrvatskog društva crkvenih glazbenika. Prvi je poznati organizator crkvenog pjevanja u Hrvatskoj i tvorac tzv. zagrebačkog obreda. Za proučavanje tog obreda koristan je priručnik napjeva Cantuale processionum, koji mu je posvetila zagrebačka Crkva 1751. godine, "njihovu učitelju i auktoru".
Kažotićev je obred nastao kad je svestrano obnavljao biskupiju, uveo crkveno pjevanje te prepravio i bogoslužje. Neki smatraju da je misni obrazac preuzet iz dominikanske liturgije.
Pape Benedikt XI. i Ivan XXII., napuljski kralj Karlo I. Robert Anžuvinac i kalabrijski vojvoda Karlo, slikar Tomaso da Modena, povjesničari Opicinus de Canistris, Galvano Fiamma, Bernard Gui i Miho Madijev, Augustinovi suvremenici, predstavljaju ga kao vrsna propovjednika i učenjaka s naglašenom erudicijom, dobrotom, izvanrednim smislom za suosjećanje sa siromasima i obespravljenima i drugim ljudskim vrlinama. 
U Riznici zagrebačke katedrale nalazi se relikvijar (moćnik) s humeralom (naramenikom) bl. Augustina Kažotića. Humeral je 1692. darovao beneventski nadbiskup, kardinal Vincencije Marija Orsini, kasniji papa Benedikt XIII. (1724. – 1730.). 
Biskup A. I. Mikulić je humeral iz Kaloče donio osobno u Zagreb i za njega dao izraditi moćnik, škrinjicu obloženu srebrom, s poprsjem bl. Augustina Kažotića te natpisom: "SACRUM HUMERALE BEATI AUGUSTINI EPISCOPI ZAGRABIENSIS". Augustin se posebno brinuo za siromahe. Tako je kanoniku upravitelju katedralne škole osigurao redovita materijalna primanja, ali mu je zabranio da od siromašnih učenika traži novac ili bilo koje usluge. Od svojih biskupskih prihoda redovito je veći dio dijelio siromasima. Osobitu pažnju posvećivao je zdravstvu i higijeni naroda. Iz Bamberga je naručio priručnik o zdravlju, a po selima je dao kopati bunare i saditi ljekovito bilje (npr. u Vugrovcu). 
Povjesničar Baltazar Krčelić, kanonik, piše da je 1312. g. u doba gradnje katedrale bila velika suša i da je po zagovoru bl. biskupa na današnjem Trgu bana Jelačića provreo izvor vode, koji je u posljednje vrijeme vrlo lijepo uređen. To je poznati "Manduševac". Blaženi je Augustin poznat i izvan Hrvatske, gdje se često spominje kao Augustine Gazotich, Agostino Kazotic i Agostino Casotti.
Spomendan mu je 3. kolovoza.

## Radovi o Kažotiću
- 2000-ih je hrvatski producent Dominik Galić producirao dokumentarni film o blaženom Augustinu Kažotiću, a režirao ga je Eduard Galić.[3]

## Vanjske poveznice
Mrežna mjesta
- Bl. Augustin Kažotić, na stranicama samostana i župe bl. Augustina Kažotića
- Bl. Augustin Kažotić, na stranicama Zagrebačke nadbiskupije
- Franjo Šanjek, Augustin Pavlović, Augustin Kažotić: Rasprava o siromaštvu, Croatica Christiana periodica 1/1977.